# Festuca baffinensis
Festuca baffinensis là một loài thực vật có hoa trong họ Hòa thảo. Loài này được Polunin mô tả khoa học đầu tiên năm 1940.